# 港灣道體育館

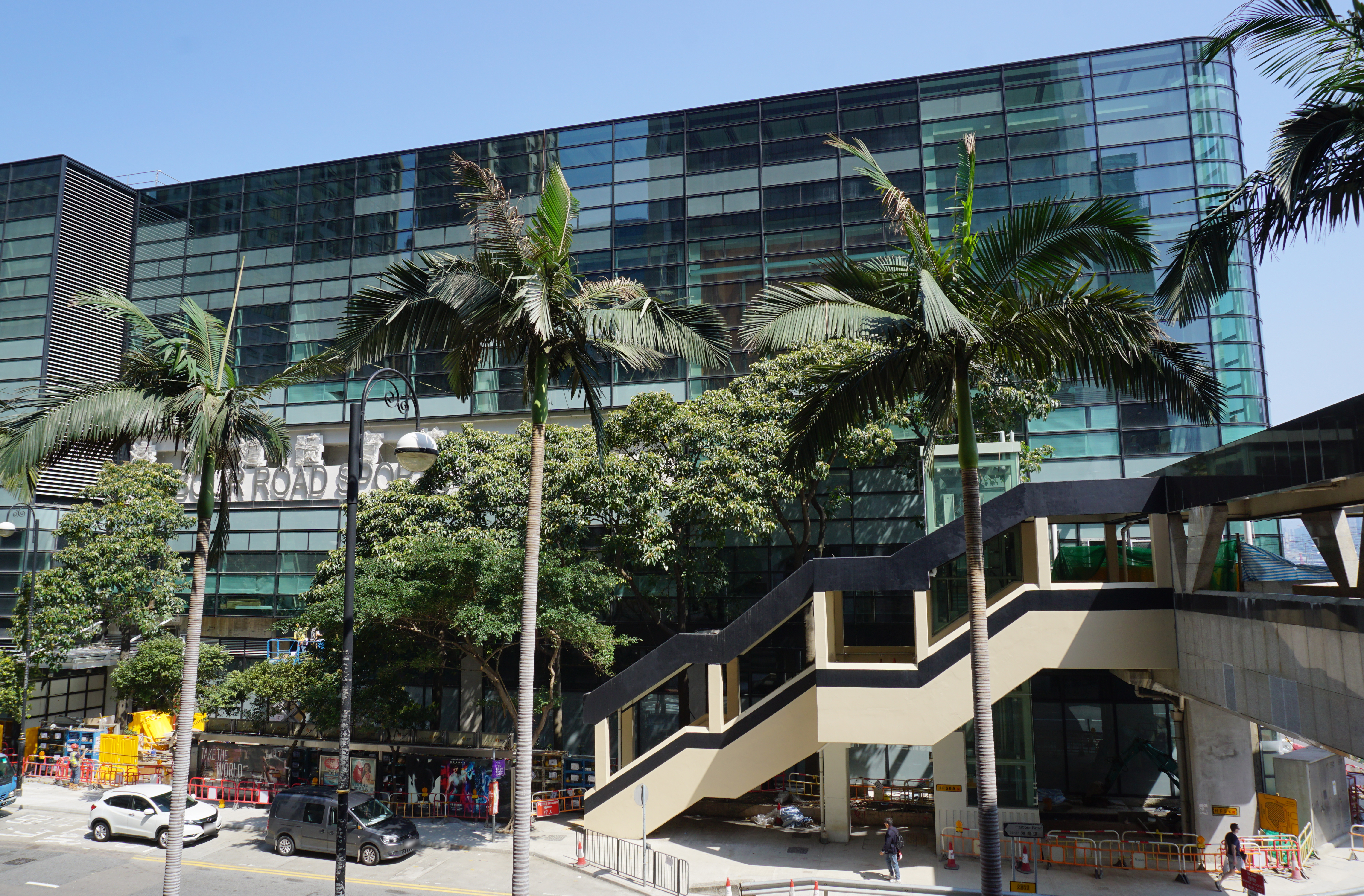
重置後的港灣道體育館正面

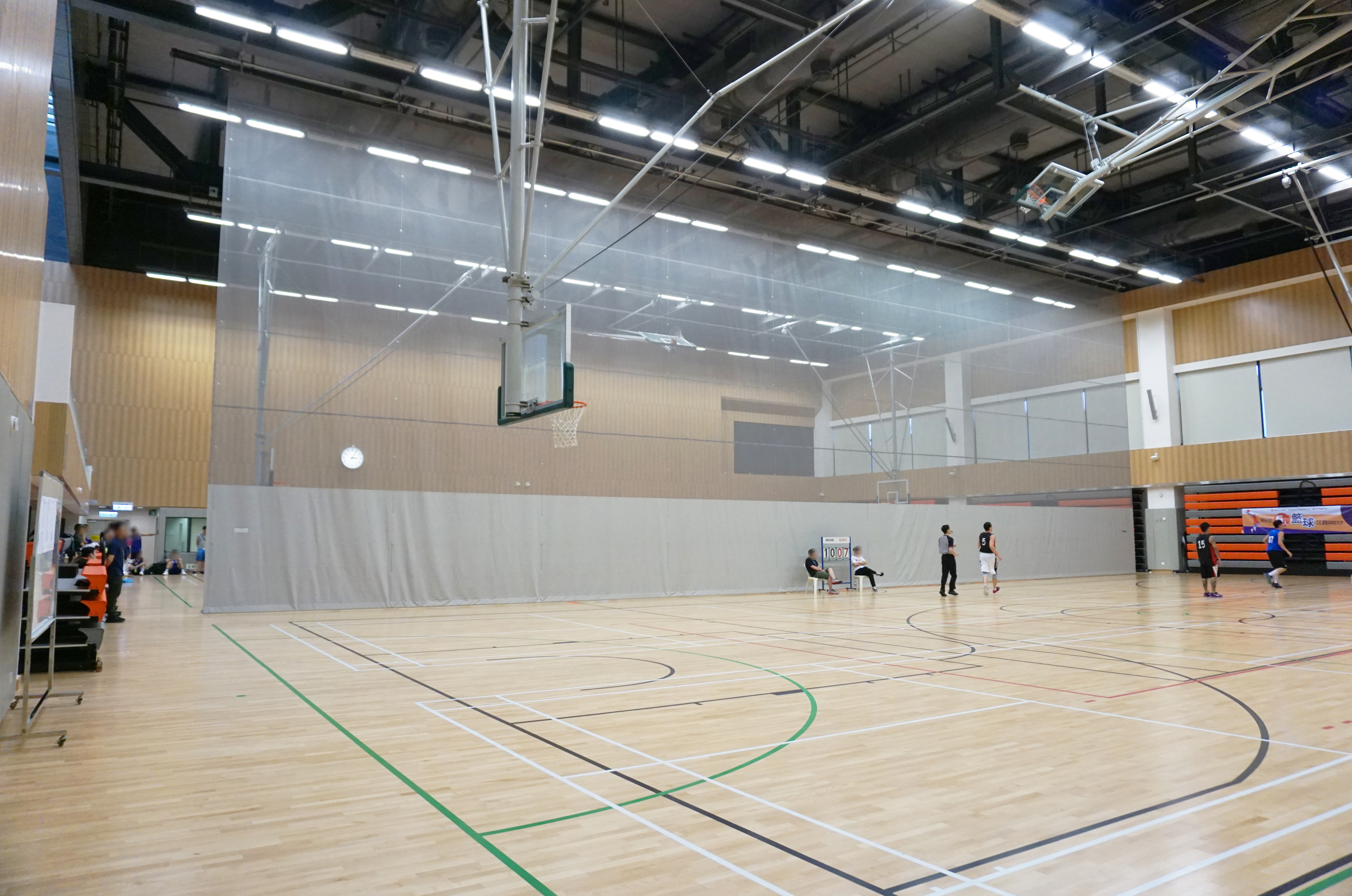
重置後的港灣道體育館主場館

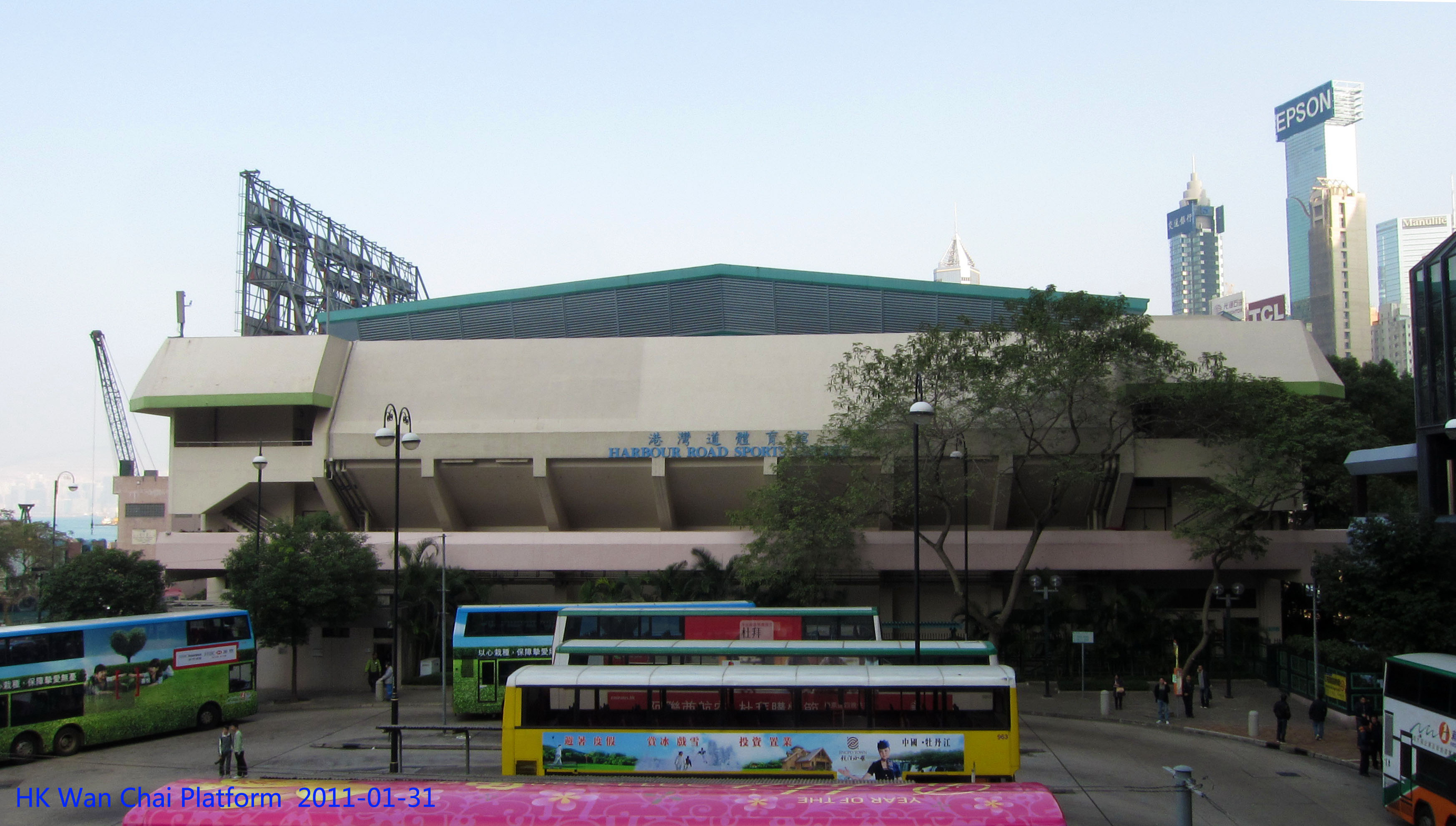
重置前的港灣道體育館

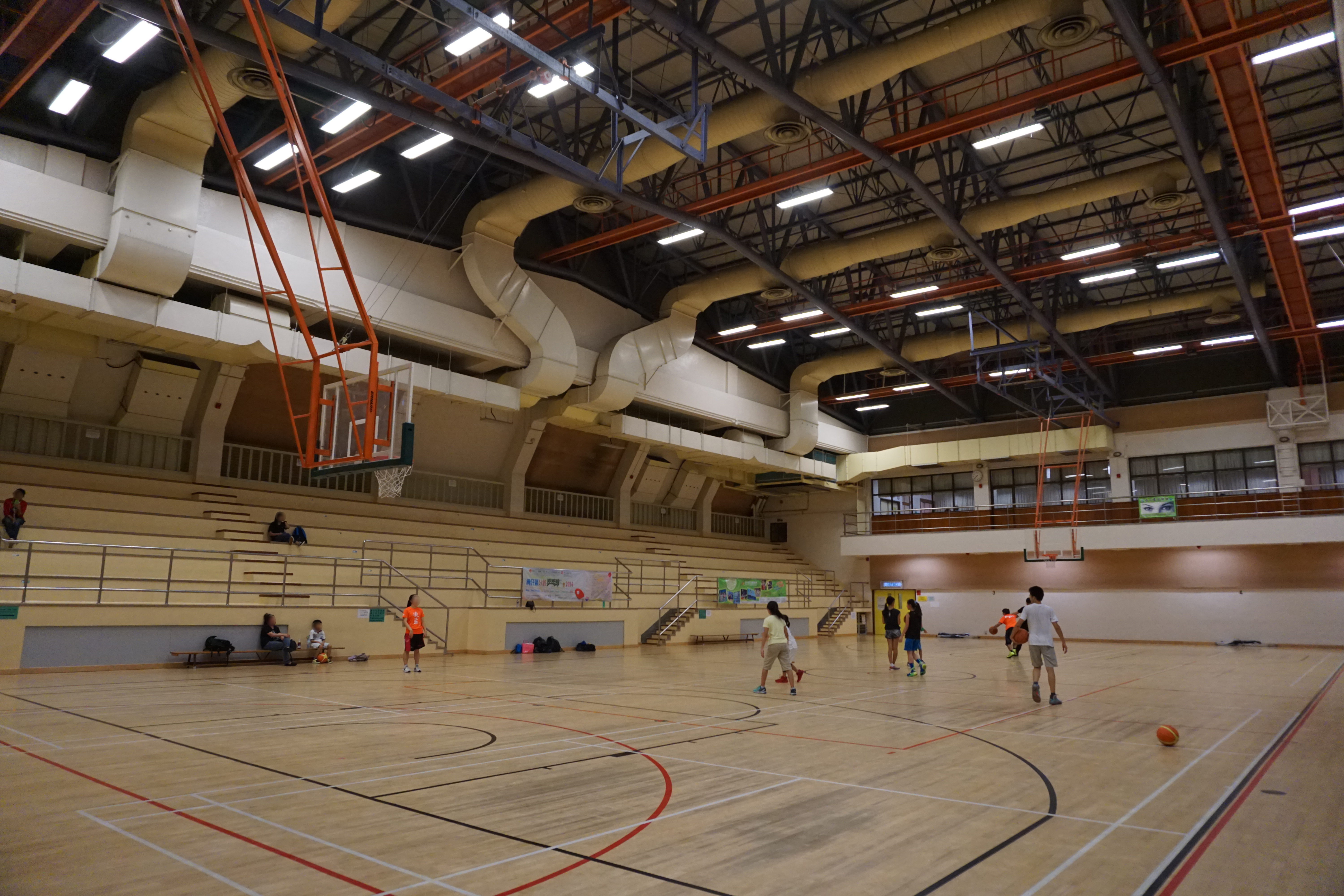
重置前的港灣道體育館主場館

港灣道體育館（英語：Harbour Road Sports Centre）是香港的室內體育館，位於香港島灣仔港灣道27號，重置後的體育館於2017年5月8日啟用。

## 歷史
重置前的舊體育館於1987年3月啟用。
為配合港鐵沙中綫會展站工程，舊港灣道體育館會與旁邊的灣仔游泳池一起拆卸，並重置於原來南面的位置。
工程完成後，公共運輸交匯處會遷回該處，而上蓋會興建會議中心。

### 新體育館設計
新館大樓為五層高，佔地約6,300平方米，會使用大量透明玻璃以加強採光，並將引入屋頂綠化，頂部安裝太陽能電池板為新大樓供電。體育館分兩期興建，原預計於2016年落成，但最終延遲至2017年5月8日才重新啟用。

### 新體育館設施
新館設有一個多用途主場，可用作籃球或排球場，8個羽毛球場等球類活動。其他設施包括2間舞蹈室、5間壁球室、提供7張乒乓球枱的乒乓球室及健身室。

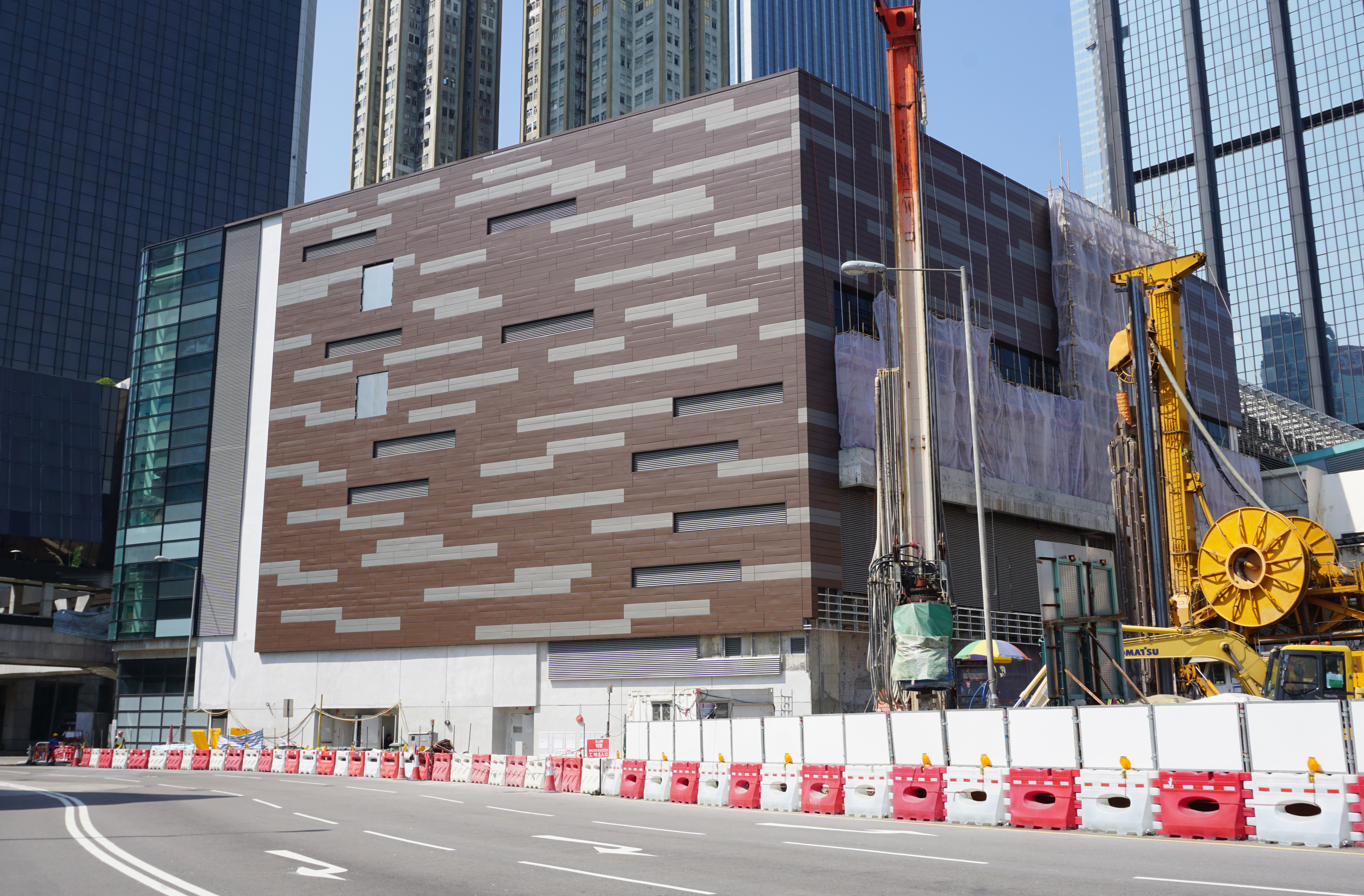
重置後的港灣道體育館背面
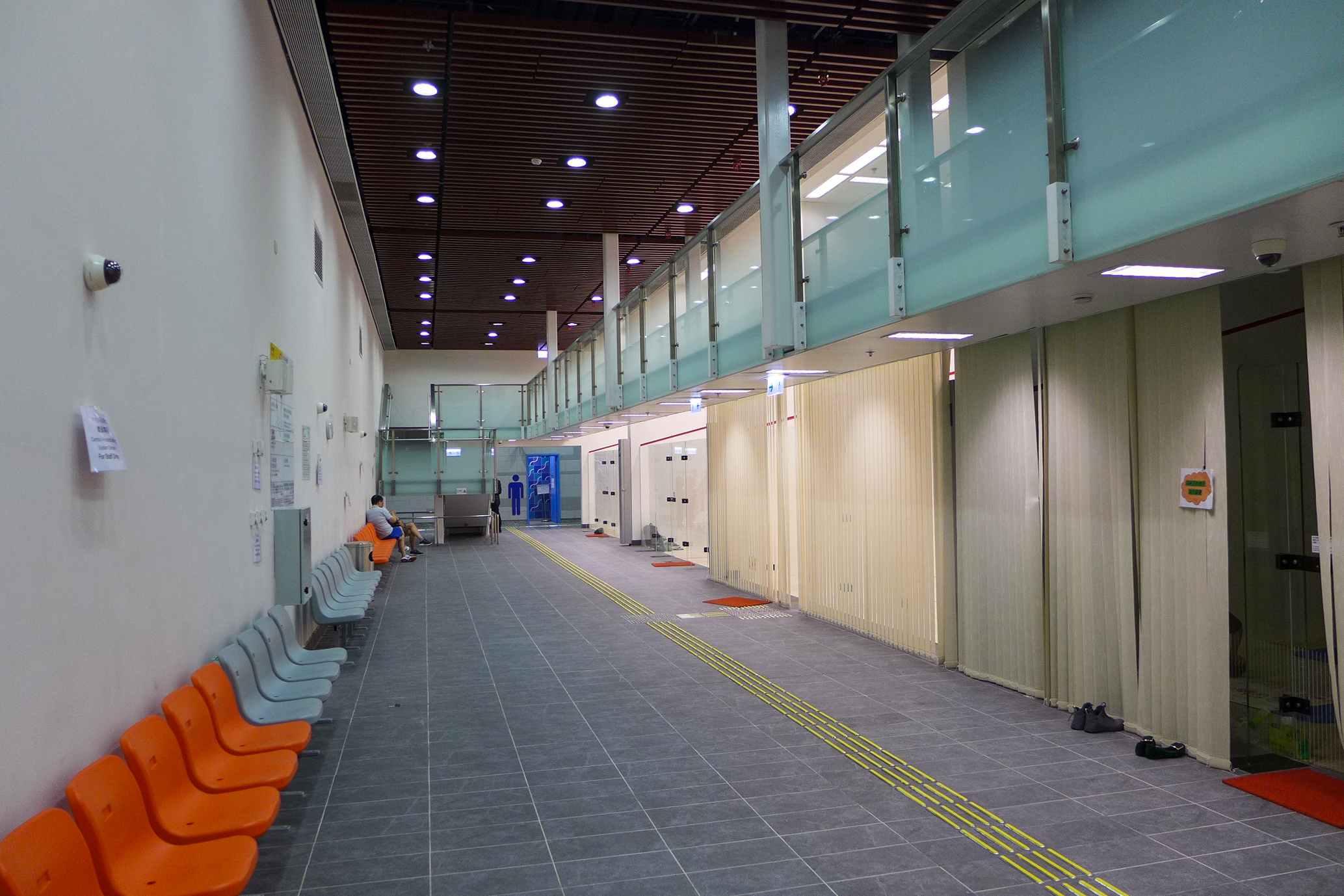
壁球室外的通道
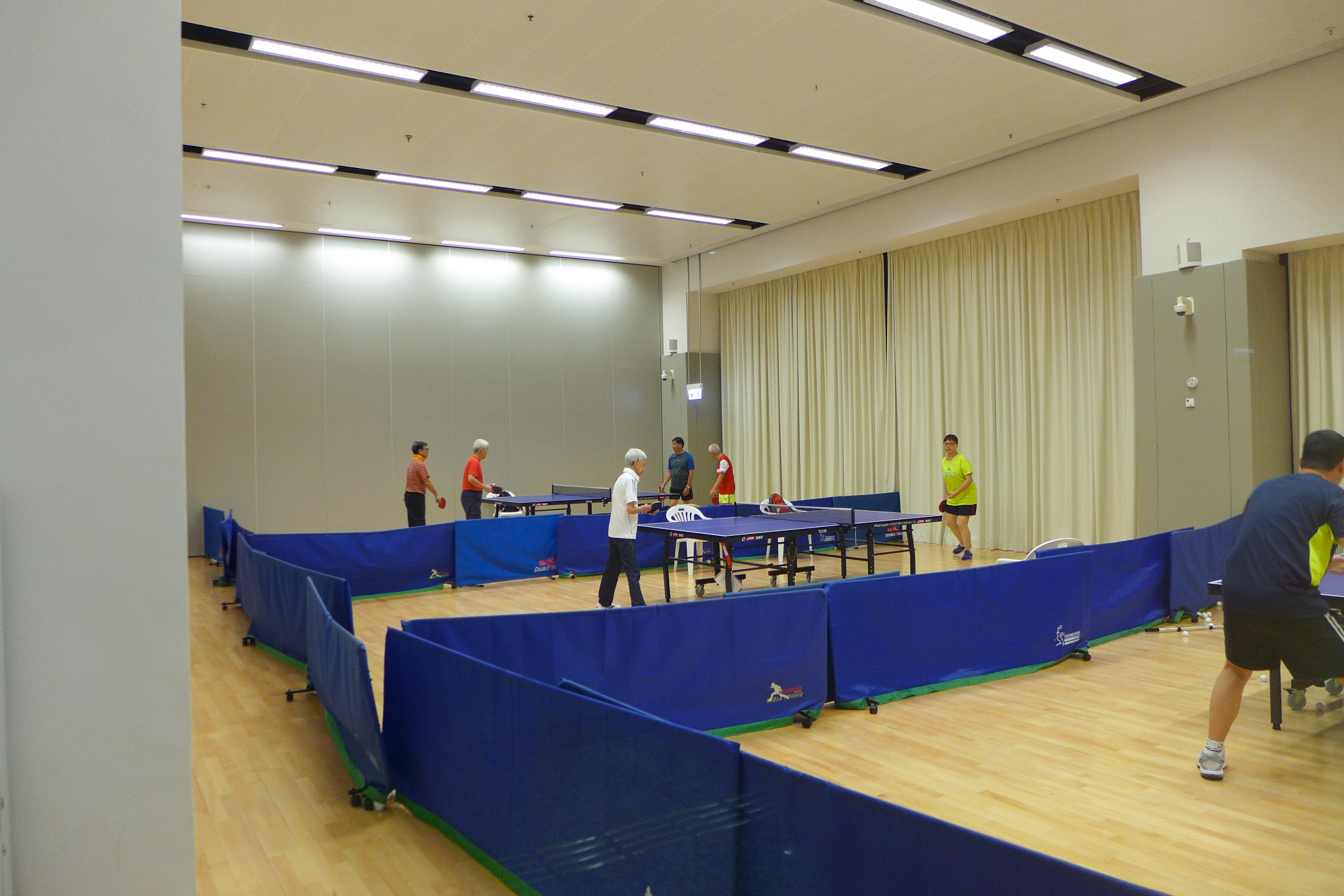
乒乓球室
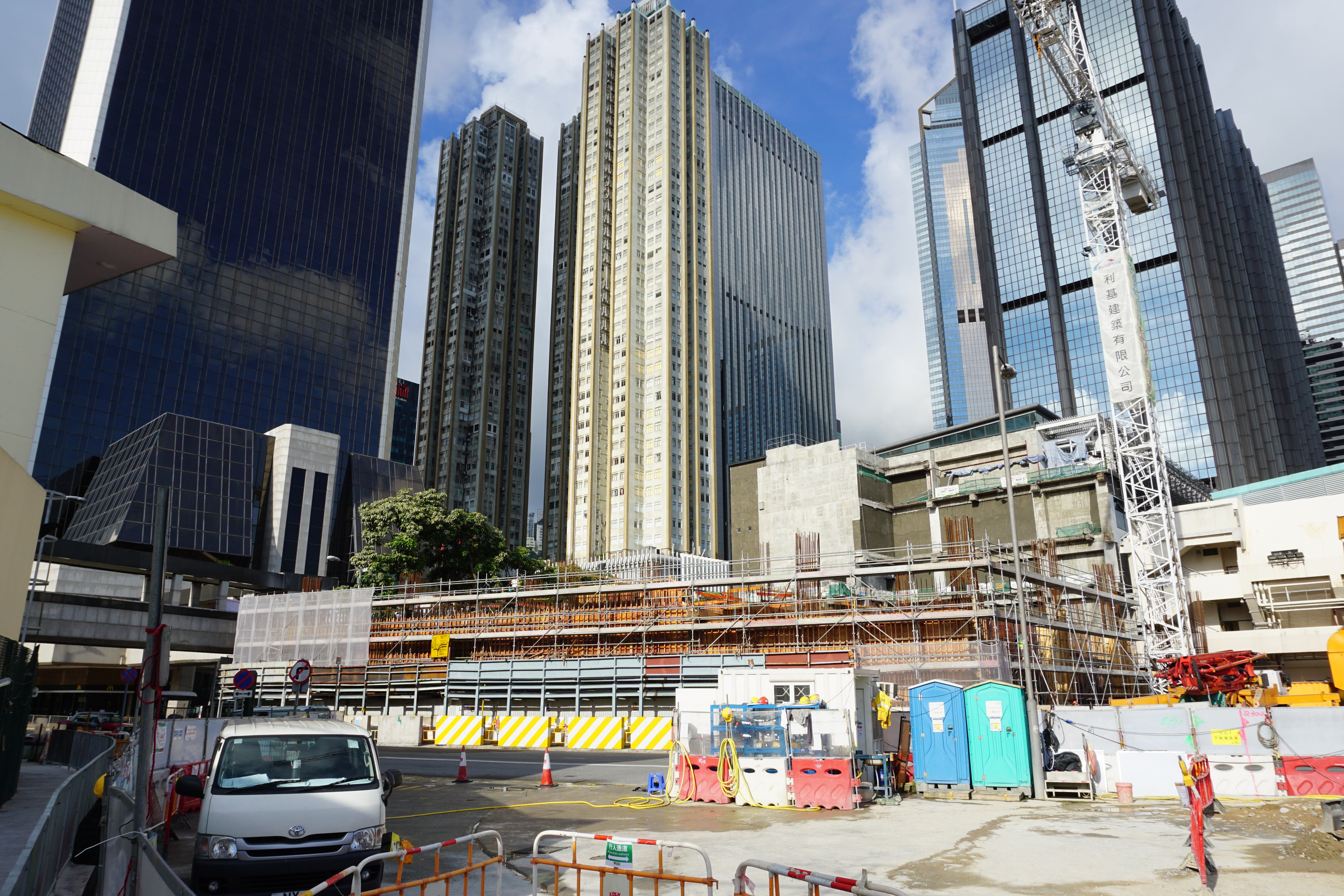
港灣道體育館重置地盤

## 交通
- █  東鐵綫：會展站A3出口

## 另見
- 灣仔運動場
- 灣仔游泳池

## 外部連結
- 康文署：港灣道體育館 （页面存档备份，存于）